# Gotham Records
Gotham Records war ein US-amerikanisches Musiklabel, das im Jahre 1946 von Sam Goode (Goody) und Ivin Ballen in New York gegründet wurde. Im Januar 1948 übernahm Ballen die Anteile von Goode und wurde der alleinige Eigentümer. Er zog anschließend mit der Firma nach Philadelphia, wo sie bis zu ihrer Schließung im Jahr 1956 residierte.
Das Label war auf Blues, Rhythm & Blues und Gospel spezialisiert. Zu den Künstlern, von denen Plattenaufnahmen produziert wurden, zählten Dan Pickett, Stick Horse Hammond, David "Pete" McKinley, Baby Boy Warren, Jimmy Preston & The Prestonaires, Pete Martin, The Cap-Tans, Panama Francis, Eddie Cole, Earl Bostic, Tiny Grimes, Champion Jack Dupree (unter dem Pseudonym Meat Head Johnson), Sonny Terry und Brownie McGhee, Johnny Sparrow & His Bows & Arrows, Bobby Stephenson and The Patterson Singers, Clara Ward, The Angelic Gospel Singers, The Capris und viele mehr.